# Massajglansstare
Massajglansstare (Lamprotornis hildebrandti) är en fågel i familjen starar inom ordningen tättingar.

## Utseende och läte
Massajglansstaren är en vacker stare med glänsande ovansida, på huvudet lila och grönt på större delen av vingen. Undersidan är orangefärgad och ögat är också orange. Den liknar brunbukig glansstare, men saknar vitt bröstband, vit fläck på undersidan av vingen och vit undergump, och ögat är inte vitaktigt. Fågeln påminner också om myrraglansstare, men är något större och ljusare, med ljusare rostrött på buken och mer kontrasterande grön vinge. Vanliga lätet är ett raspigt "cherrcherrcherr" som även infogas i den irrande sången.

## Utbredning och systematik
Fågeln förekommer på akaciesavann i södra Kenya och norra Tanzania. Den behandlas som monotypisk, det vill säga att den inte delas in i några underarter.

## Levnadssätt
Massajglansstaren hittas i relativt fuktiga savanner och skogslandskap. Den ses ofta i småflockar, ibland med andra stararter.

## Status
Arten har ett stort utbredningsområde och beståndet anses vara stabilt. Internationella naturvårdsunionen IUCN listar den därför som livskraftig (LC).

## Namn
Fågeln har fått sitt vetenskapliga namn efter Johannes Hildebrandt, en tysk upptäcktsresande som var den första europén att samla arten. Tidigare kallades den hildebrandtglansstare eller Hildebrandts glansstare även på svenska, men tilldelades 2023 ett mer informativt namn av BirdLife Sveriges taxonomikommitté.